# شیفاک پریه
 شیفاک پریه (نام علمی: Propithecus perrieri) نام یک گونه از سرده شیفاک است.